# سان برناردو
سان برناردو هي بلدية في تشيلي ، وهي جزء من العاصمة سانتياغو إداريًا ، وهي عاصمة مقاطعة مايبو في إقليم سانتياغو متروبوليتان . وهي مقر أبرشية الروم الكاثوليك في سان برناردو .

## عاصمة الفلكلور التشيلي
على المستوى الوطني ، تتميز سان برناردو بأنها عاصمة التقاليد الفولكلورية التشيلية. يرجع ذلك أساسًا إلى حدثين سنويين أقيموا في البلدية: مهرجان سان برنادو الوطني للفلكور ومهرجان الألف كويكا أبريل.